# Jure Franko
Jure Franko [júre fránko], , slovenski alpski smučar, * 28. marec 1962, Solkan, Slovenija. 

## Športna kariera
Jure je svoje najboljše predstave v veleslalomu in superveleslalomu pokazal v olimpijski sezoni 1983/84. Dne 14. februarja 1984 na zimskih olimpijskih igrah v takrat domačem Sarajevu je nastopil v veleslalomu. Po prvem teku je bil na četrtem mestu, v drugem teku pa je dosegel najboljši čas in le Švicar Max Julen je imel dovolj prednosti, da ga je prehitel. Ta srebrna medalja je bila prva slovenska in jugoslovanska na zimskih olimpijskih igrah. Jure je seveda postal priljubljen tako v Sarajevu (kjer se je razširil rek Volimo Jureka više nego bureka - Jureta imamo raje kot burek) kot drugod po nekdanji Jugoslaviji.
Kot tekmovalec se je upokojil po koncu sezone 1984/85. Poleg omenjenega olimpijskega srebra se je v svetovnem pokalu trikrat uvrstil na tretje mesto, še 23-krat med najboljših 10 in še dodatnih 11-krat med prvo petnajsterico, ki je takrat prejela točke svetovnega pokala.

## Producentstvo
Na pobudo svoje soproge, pevke Simone Vodopivec, se njegovo podjetje Prospot od leta 2007 ukvarja s produkcijo slovenskih odrskih različic znanih muziklov.
- 2008: Moje pesmi, moje sanje (v koprodukciji s kranjskim gledališčem)[1]
- 2010: Ljubim te – spremeni se![2]
- 2015: Mamma Mia!